# Гаркави, Михаил Наумович
Михаи́л Нау́мович Гарка́ви (14 [26] марта 1897, Москва — 14 сентября 1964, Москва) — советский конферансье, актёр, юморист, автор коротких комедийных сценок. Был одним из самых известных советских конферансье. Первый Дед Мороз на первом всесоюзном детском утреннике новогодней ёлки 1936 года, проходившей в Доме Союзов.
Высокий, полный и в то же время подвижный, он появлялся на эстраде всегда с улыбкой, широко разведя руки. Обладая большим обаянием и остроумием, он сразу вызывал к себе внимание и симпатию. Представляя артистов, умел вызвать к ним интерес, читал короткие фельетоны, исполнял куплеты, сыпал шутками, остроумно отвечал на реплики, подаваемые из зрительного зала. Сотрудничал со многими авторами, писал репертуар для выступлений сам.

## Биография
Родился в еврейской семье Наума Борисовича (Нахмана Берковича) Гаркави (1860, Бобруйск- 1933) и Любови (Ривки-Блюмы) Львовны (Лейбовны), урождённой Берхин (1874, Могилёв — 1933).
Учился на медицинском факультете Московского университета и на театральном отделении Московского филармонического училища.
В 1916 году принят в труппу МХАТ, участвовал в массовых сценах, играл роль Хлеба в пьесе «Синяя птица».
С 1919 по 1922 год — в Камерном театре, потом недолго работал в Московском детском театре, в Театре им. В. Ф. Комиссаржевской.
В 1922 году вступил в труппу театра-кабаре «Нерыдай», пробовал конферировать.
С 1924 году участник живой газеты «Синяя блуза», а с 1925 года — руководитель одной из её групп. Играл в коротких сценах, исполнял фельетоны, пел куплеты, танцевал, иногда вёл программу. Обращался к темам современности, писал на злобу дня.
В 1928 году окончательно определился в качестве конферансье. Гастролируя вместе с Алексеем Алексеевым, учился у него. Большое влияние на Гаркави оказал Владимир Маяковский, встречи («разговоры-доклады») поэта с читателями.
В 1929—1942 годах был мужем певицы Лидии Руслановой.

Лидия Русланова и Михаил Гаркави на фронтовом концерте. 1941 год

Работал на передовой во время советско-финляндской войны (1939—1940). Во время Великой Отечественной войны был постоянным участником фронтовых бригад.
В 1945 году награждён орденом Отечественной войны I степени и медалью «За доблестный труд в Великой Отечественной войне 1941—1945 гг.»
Выступал как конферансье до 1960-х годов. Ряд историков театра считают, что именно Гаркави стал прототипом образа персонажа конферансье Апломбова в спектакле театра Сергея Образцова "Необыкновенный концерт". В конце жизни вёл программы джаз-оркестра Эдди Рознера.
Михаил Наумович Гаркави скончался 14 сентября 1964 года. Похоронен на Новодевичьем кладбище.

## Оценки
В середине 1950-х сатирик Эмиль Кроткий о нём сложил эпиграмму:

«Что толст он, это не беда.
Беда, что тонок не всегда».
Мария Миронова говорила про Гаркави: «Миша такой врун, что если он скажет „Здрасьте!“ — это надо ещё десять раз проверить!»

## Фильмография
- 1923 — Борьба за «Ультиматум» — Серов
- 1924 — Из искры пламя — Митрофанов
- 1924 — Красный тыл — министр Гольберт
- 1949 — Сталинградская битва — Герман Геринг
- 1954 — Весёлые звёзды — член жюри эстрадного конкурса
- 1957 — Девушка без адреса — артист, застрявший в лифте